# Терская советская республика
Те́рская сове́тская респу́блика — республика в составе РСФСР, на территории бывшей Терской области Российской империи. Республика просуществовала с марта 1918 года по февраль 1919 года. Столица — Пятигорск, затем Владикавказ.
Председатель Терского народного совета — Е. С. Боданов, председатель СНК — большевик С. Г. Буачидзе, а после его гибели 20 июня 1918 года — левый эсер Ю. Г. Пашковский; министр труда — Яков Маршак. В августе 1918 г. Юрий Пашковский был убит, и СНК возглавил большевик Ф. Х. Булле.

## История
25 января 1918 году в Моздоке прошел I съезд народов Терека. Целью съезда было прекращение межэтнических конфликтов и заполнение политического вакуума. Первоначально большевики не играли на съезде решающей роли, хотя многие участники съезда видели в лояльности к большевикам средство стабилизации ситуации. Председателем избранного народного Совета стал левый эсер Ю. Г. Пашковский.
Терская Советская Республика была провозглашена 1 марта 1918 года на II съезде народов Терека в Пятигорске, в котором приняло участие 220 делегатов. Съезд поддержал большевистский Совнарком. Были избраны Терский областной народный совет и Терский совнарком. Представительство в совете осуществлялось по этническому принципу. Терский совет принял антиказачьи законы, предусматривающие роспуск вооруженных формирований казаков, а также отчуждение казачьей земли.
III съезд народов Терека прошел 22-29 мая 1918 года в Грозном и постановил экспроприировать земли терских казаков сунженского округа в пользу безземельных граждан республики. Реализация решений съезда породила Терское восстание.
В июле 1918 года в период работы IV съезда народов Терека восставшие казаки силой захватили большую часть Терской области. С июля 1918 года — в составе Северо-Кавказской Советской Республики.